# برايان جونسون (لاعب كرة قدم أمريكي)
برايان جونسون (بالإنجليزية: Brian Johnson)‏ (7 مارس 1974 في الولايات المتحدة - ) هو مدرب كرة قدم ولاعب كرة قدم أمريكي في مركز الوسط. شارك مع منتخب الولايات المتحدة تحت 20 سنة لكرة القدم. أما مع النوادي، فقد لعب مع سبورتينغ كانساس سيتي وNashville Metros ‏ وبيتسبورغ ريفرهوندز وSacramento Scorpions ‏ وGeneration Adidas ‏.

## وصلات خارجية
- برايان جونسون على موقع الاتحاد الدولي (مؤرشف)  (الإنجليزية)
- برايان جونسون على موقع الدوري الأمريكي (الإنجليزية)
- برايان جونسون على موقع قاعدة بيانات كرة القدم.إي يو (الإنجليزية)